# レンタル救世主
『レンタル救世主』（レンタルきゅうせいしゅ）は、日本テレビ系「日曜ドラマ」枠にて2016年10月9日から12月11日まで毎週日曜22時30分 - 23時25分に放送されたテレビドラマである。主演は沢村一樹。

## あらすじ
誰にも言えない悩み・困難を解決するには?どこに助けを叫べばいいか?
〜今や、あなただけの「救世主」が、電話一本で有料スポット契約でレンタルできる時代です。
期間限定・有料契約で、依頼人のあらゆる問題を解決していく「レンタル救世主」たちが、訳ありの依頼者たちの問題を全身全力全霊で体を張って解決していくストーリーである。

## キャスト

### 主要人物
明辺 悠五（あかべ ゆうご）〈49〉
演 - 沢村一樹
本作の主人公。大手商社の中堅サラリーマンだったが、お人好しの性格が災いし、会社の元同僚に騙され連帯保証人となってしまったため、多額の借金を抱えて懲戒解雇されてしまう。路頭に迷い、家族にも事実を言えない中、次の仕事を探すためハローワークで仕事探しをするが、自分に合った仕事がなかなか見つからず、たまたまハローワークの掲示板で見つけた「レンタル救世主」の求人張り紙を見て面接を受け「残りの人生を懸けてこの仕事をやります!」と絶叫し採用される。自身がお人好しでダメな分、声を出せない困った人たちを見過ごすことができず、依頼内容の領分を越えて全力で救おうとする。ネクタイの色は赤。ファイアーレッドになっている。
マンションの隣人・韮沢久志が「レンタル救世主」に相談にやって来た件を機に、家族に「転職」と「借金」の事を打ち明けた。
紫乃から離婚を切り出され、当初は「離婚したくない」と拒否していたが、最終的には彼女が離婚を望む理由を受け入れる。
しかし、最終話で胃に腫瘍が見つかってしまった。
『THE LAST COP/ラストコップ』第7話にも後述のハイジと共に登場し、メイド喫茶の店長を務めている。
葵 伝二郎（あおい でんじろう）〈23〉
演 - 藤井流星（ジャニーズWEST）
「レンタル救世主」の従業員。ネクタイは青。リミットブルーになっている。常にカメラを所持し、セルフィー状態で自分の意見や依頼人を救助する様子をYouTubeに投稿する日々を送る自称スポットライト症候群でナルシストの若い男性。悠五とは反対に「仕事は仕事」と割り切るタイプで、依頼人からの依頼内容以外の事はしない性格。また格闘術（ルチャリブレ）に長けており、悠五が依頼人とともに敵に捕らわれている状態の時に大活躍する。ちなみに父親は世界で有名な覆面レスラー。
百地 零子（ももち れいこ）〈23〉
演 - 志田未来
本作のヒロイン。資産家令嬢。ラブリーピンクになっている。他人に心を開かない性格の若い女性で家庭や学校で居場所を感じられなかった事から、人に対して「助けて」と言えずに閉じこもるタイプ。両親が資産家で兄は優秀。家出をし、兄には大企業で秘書をしていると嘘をついている。百貨店のお客様係に勤務しており、購入客のクレーム処理や土下座をする毎日。さらに会社の上司からセクハラをされ、耐えきれず思わず辞めてしまう。常に小声でブツブツ呟いていることから地蔵ちゃんとのあだ名を付けられているが本当はラップを呟いており、自分の思いをラップ調で話す。上司に拉致され、明辺や葵に救助された後レンタル救世主に入社する決心をする。
入社後は普通に会話しているが、感情が昂ぶった時などには、会話がラップ調になる。そのラップは相手の核心を的確に突くので相手の心を完全に折るのも間違いを気付かせるのも自由自在。
やがて兄・千太郎から、彼が社長を務める「イカソリッシュ」を引き継ぐ約束を交わされ、期間限定で「レンタル救世主」で働くこととなった。

### 「レンタル救世主」 関係者
秦野 いろは（はたの いろは）〈29〉
演 - 中村アン
「レンタル救世主」会社秘書。ミスパープルになっている。何を考えているのか分からないミステリアスな性格。葵が動画を投稿したりする事等、何かと会社の宣伝になるかならないかを基準として考える事が多い。本業の他にカウンセラーの仕事もしているが、報酬は得ていない。
高校の時までは天真爛漫な明るい性格だったが、それが災いし、周囲からいじめを受けていた。そのことで親友に怪我をさせてしまったため、それ以来感情を表に出さなくなってしまったが、仲間たちに励まされ和解し、笑顔を取り戻す。
紀伊 ロイ（きい ロイ）〈30〉
演 - 勝地涼
「レンタル救世主」従業員。ネクタイの色は黄色。スターイエローになっている。独特な明るいテンションと言葉遣いで話す。機械、パソコンに精通し、電気屋の様な恰好をしている事から、悠五には電気屋と勘違いされていた。
実際は、親が経営している電気屋を継ぐかどうかを悩んでおり、当初は「自分は電気屋を継ぐことから逃げるために『レンタル救世主』で働いている」と考えていたが、次第に「自分の周りにいる人達を助けたい」と思うようになり、零子の兄・千太郎から「『レンタル救世主』の買収」を持ち出された時には猛反対していた。
黒宇 幹太（くろう かんた）
演 - 大杉漣
「レンタル救世主」会社社長。ロックブラックになっている。感激屋で涙脆い。明辺を採用するに当たり、彼の債務を買い取った。
以前は、零子の兄が代表取締役を務めるIT企業「イカソリッシュ」の副社長であったが、経営コンサルタントと身分を偽っていたミス・ワタナベによる横領の濡れ衣を着せられ、会社を解雇された。その後、ボランティアに行き、困っている人々の姿を目の当たりにし、ネットを通じて援助を呼び掛けるも、偽善者扱いされて炎上した。しかしある時、「『仕事』として人助けをするのは許されることだ」と気づき、「レンタル救世主」を設立した。
その正体は「イカソリッシュ」の初代社長で、零子と千太郎の義理の父。「黒宇 幹太」は偽名であり、本名は「城崎 寛太（しろさき かんた）」。「レンタル救世主」を立ち上げた本当の理由は、「スマートフォン用アプリ『ヘルプール』をリリースする前に『人助けブーム』を起こしたい」という千太郎の意向によるもので、「レンタル救世主」も「期間限定の会社」として設立した。

### その他
明辺 紫乃（あかべ しの）〈44〉
演 - 稲森いずみ
明辺の妻。家族でのハワイ旅行を楽しみにしている明るい性格。明辺が解雇されてからの様子の変化を気に掛けており、「困った事があれば何でも言って。いつでも働く準備は出来ているから。」と話す優しい性格で、多額の借金を抱え、その借金を返済するために転職したことを明辺から告げられた時も、彼の告白を冷静に受け止めていた。
しかし、「妊娠を切っ掛けに辞めていた（ファッションデザイナーとしての）仕事を再開したい」という気持ちと、「自分が一緒にいると、明辺が借金を返そうとして、人生や命を犠牲にするだろうから、それを止めてほしい」という思いから、離婚を申し出る。
明辺 彩芽（あかべ あやめ）
演 - 莉帝
明辺の娘。母と同じく、ハワイ旅行を楽しみにしている。また作文で父の色んな姿を書くなど、父が好き。
両親が離婚の話し合いをしているのを偶然聞いてしまい、「レンタル救世主」に「両親が離婚するのを止めてほしい」と依頼する。その後、何者かに誘拐されるが、彩芽自身が「父が頑張っている姿を母に見せたい」として（明辺を除く）「レンタル救世主」の面々と計画した自作自演の誘拐であった。
葉石 りさ子（はいし りさこ）〈18〉
演 - 福原遥
葵をレンタル彼氏として依頼した女子高生。通称「ハイジ」。
零子の後輩にあたり、彼女のことを伝説として知っていた。
前述の通り、明辺と共に『ラストコップ』第7話に登場、メイド喫茶のメイドを務めている。
柿本 信也（かきもと しんや）〈49〉
演 - 梶原善
明辺の元同僚。チェーン店事業計画への出資を明辺に持ちかけ、出資金を持ってそのまま逃亡していたが、余命1年と診断されて死ぬ前にやりたい5つのことをかなえるためにレンタル救世主に依頼する。
薫
演 - 稲葉友
零子と一緒に拉致された若い男性。拉致された際、零子とほぼ同じ格好をしていたことから葵には女性と勘違いされていた。零子とは常にコインランドリーで出会い、なおかつ彼女を気に掛けるとともに近所に住んでいる事から謎の多い人物。また、男性が好きでオネエ口調で話すゲイでもある。
その正体は、「レンタル救世主」と関わりを持つ警察署長・碧山の息子で、本名は碧山 源太（みどりやま げんた）。父である碧山には、自分がゲイであり女装の趣味があることを秘密にしていたが、ある日、部屋に隠していた（女装用の）女性用の下着を見つけられてしまう。そこで咄嗟に「彼女の下着だ」と誤魔化し、急きょ零子を「彼女」として紹介するが、「薫」という仮名を使っている事を、ネットを通じて知り合った葉石がバラしてしまい、更に零子が彼女ではないことを見抜いた碧山から「本音で生きろ」と言われたことに反発する形で、自分が女装趣味のあるゲイである事を打ち明ける。
そして、父の「支配」から逃れるために旅に出ようとするが、ハイジの必死なプロポーズを受けて「自分も（父親から）逃げてばかりはいられない」として思いとどまる。
城崎 千太郎 （しろさき せんたろう）
演 - 小出恵介
零子の兄で、IT企業「イカソリッシュ」の社長。
バーガー村の一件で有名になった「レンタル救世主」の真似事をする若者が増え、統制が取れずにトラブルが発生しかねない事を危惧し、「レンタル救世主」に代わるスマートフォン用アプリ「ヘルプール」を開発する為、「レンタル救世主」の買収に乗り出す。

### ゲスト
第1話
百貨店の支配人
演 - 正名僕蔵
零子が勤務する百貨店お客様係の上司。彼女にセクシュアルハラスメントをしながらいつでも助けると言う。
第2話
ヒロコ
演 - 森カンナ
ラジオDJ。
神保
演 - 遠藤章造
ラジオ番組プロデューサー。
今泉
演 - 武田真治
建設現場の労働者。
碧山
演 - 神尾佑　
署長。
第3話
陽太
演 - 田中奏生
父と夜逃げしてビジネスホテルを泊り歩いている少年。
陽介
演 - 甲本雅裕
陽太の父。
徳田
演 - 佐戸井けん太
車椅子の男。
第4話
ミス ワタナベ
演 - 千秋
為替・投資セミナー（ミスワタナベのFXスペシャルセミナー）の講師。セミナーの会員のお金をだまし取ったとして詐欺罪で逮捕された。
韮沢 清美
演 - 櫻井淳子
為替・投資セミナー（ミスワタナベのFXスペシャルセミナー）の会員。ミス ワタナベの詐欺に加担していた。ミス ワタナベを詐欺で立件するための捜査への協力を条件として逮捕されなかった。
韮沢 久志
演 - 木下隆行
韮沢清美の夫。レンタル救世主の事務所の明辺さんとは知り合いである。
第5話
近藤
演 - 賀来賢人
レタス太郎の弟子。師匠が引退するので猫舌にしてほしいと依頼する。
レタス太郎
演 - 泉谷しげる
かつておでん二郎とコンビを組んでいた。
おでん二郎
演 - 森下能幸
レタス太郎の相方。故人。
金城
演 - 堀部圭亮
ハマ金クリニックの医師。
第6話
獣神サンダー・ライガー
演 - 獣神サンダー・ライガー
葵伝二郎の父。覆面レスラー。
長谷川穂積
演 - 長谷川穂積
本人役。家内の風邪の薬を貰うためにハマ金クリニックを訪れる。
第7話
京極 浩介
演 - 唐沢寿明
望月 亮太
演 - 窪田正孝
京極が出そうとしている自叙伝の校閲を依頼する。
清水 星子
演 - 菊地亜美
市会議員。
谷口 愛乃
演 - 藤井美菜
小田切 香世子
演 - 村川絵梨
権藤 平治
演 - 小木茂光
市長。
第9話
城崎幸子
演 - 入山法子
城崎千太郎の配偶者。
亜希子
演 - 濱田マリ
柿本信也の元嫁。
helpoolユーザー
演 - 宮森右京
老女からhelpoolでSOSを受けていて、老女を助けようとした秦野いろはに文句を言う。
最終話
プチテロリスト
演 - 尾上寛之
狙撃手
演 - 栁俊太郎

## スタッフ
- 脚本 - 渡辺雄介
- 演出 - 菅原伸太郎、狩山俊輔、鈴木勇馬、西岡健太郎
- 音楽 - 松本晃彦
- オープニングテーマ - ビゼー『アルルの女』第2組曲 第4曲「ファランドール」
- 主題歌 - JUJU feat. 明辺悠五「believe believe」（Sony Music Associated Records）[17]
- 挿入歌 - ジャニーズWEST「one chance」（ジャニーズ・エンタテイメント）
- ラップ監修 - 上鈴木伯周、上鈴木タカヒロ（P.O.P）
- アクションコーディネーター - 諸鍛冶裕太･おぐらとしひろ
- カースタント - タカハシレーシング
- ロケ協力 - 横浜市、横浜フィルムコミッション
- 制作管理 - アバンズゲート
- チーフプロデューサー - 伊藤響
- プロデューサー - 福井雄太、難波利昭、岡宅真由美
- 制作協力 - AXON
- 製作著作 - 日本テレビ

## 放送日程
| 話数                                                         | 放送日   | ラテ欄                                                                      | 演出       | 視聴率 |
| ------------------------------------------------------------ | -------- | --------------------------------------------------------------------------- | ---------- | ------ |
| 第1話                                                        | 10月09日 | どんな依頼も解決! 何でもやります命がけ集団 レンタルスタート生放送特別企画も | 菅原伸太郎 | 10.2%  |
| 第2話                                                        | 10月16日 | Wストーカー!? 命懸けの救出劇                                                | 菅原伸太郎 | 7.5%   |
| 第3話                                                        | 10月23日 | 485円の願い! 戻せ親子の愛                                                   | 狩山俊輔   | 7.3%   |
| 第4話                                                        | 10月30日 | 秘密がバレた…。その時妻は                                                   | 鈴木勇馬   |        |
| 第5話                                                        | 11月06日 | 24時間一発勝負! 奇跡の依頼                                                  | 菅原伸太郎 |        |
| 第6話                                                        | 11月13日 | 成功率0%!? 悲しい恋の物語                                                   | 狩山俊輔   | 5.6%   |
| 第7話                                                        | 11月20日 | 謎が謎呼ぶ女の涙! 優しい嘘…                                                 | 西岡健太郎 | 6.5%   |
| 第8話                                                        | 11月27日 | さよなら救世主!? 衝撃の裏切り                                               | 菅原伸太郎 | 6.0%   |
| 第9話                                                        | 12月04日 | 死ぬまでにしたい、5つの依頼                                                 | 鈴木勇馬   |        |
| 最終話                                                       | 12月11日 | 最後のレンタル。家族への手紙                                                | 菅原伸太郎 | 6.9%   |
| （視聴率はビデオリサーチ調べ、関東地区・世帯・リアルタイム） |          |                                                                             |            |        |

## 映像ソフト化
ドラマ全話および特典映像が収録された『レンタル救世主』のDVD-BOX（6枚組）およびBlu-ray BOX（6枚組）が2017年4月26日に発売された。

## 映像配信
「正しいロックバンドの作り方」放送記念として、動画配信サービス「日テレTADA」「TVer」「GYAO!」にて、期間限定の無料配信実施。
- 1話：2020年3月14日 - 4月21日
- 2話～4話：2020年3月14日 - 3月21日
- 5話～7話：2020年3月21日 - 3月28日
- 8話～10話：2020年3月28日 - 4月21日

2020年3月14日より動画配信サービス「Hulu」にて作品を配信開始。